# Drecksau (Band)
Drecksau war eine 1995 gegründete und 2005 aufgelöste deutsche Sludge-Band.

## Geschichte
Als Drecksau formierte sich die Band 1995 in der Besetzung Nobbe Scherer als Gitarrist und Sänger, Michael Seitz als Bassist und Dirk Friedmann als Schlagzeuger. Zum Teil hatten die Musiker zuvor in gemeinsamen Bands gespielt und kannten einander. Nach ersten überregionalen Konzerten, dem selbst produzierten Demoband Schänder und Berichten in Fanzines wurden Drecksau von Nuclear Blast und GSM Records Verträge angeboten. Die Gruppe entschied sich für das Angebot von Nuclear Blast und erarbeitete das 1998 erschienene Debütalbum Brecher mit dem Produzenten Andy Classen. Das Label vertrieb die Musik unter dem in dieser Zeit populären Begriff Neue Deutsche Härte. Eine Stilzuschreibung die von unterschiedlichen Metalmagazinen aufgenommen wurde. Dabei erhielt das Debüt polarisierte Kritiken. Ein Großteil der Rezensenten bemängelte das Album als „Langsam und zäh“ sowie als „monoton“. Andere Besprechungen hingegen lobten das Album als gelungene Mischung des amerikanischen Südstaaten-Metals mit einer aggressiven deutschen Attitüde, oder als Neue Neue Deutsche Härte. Retrospektiv wurde in einer Rezension der Seite Rocktimes eine ähnliche Polarisierung in der Metalszene thematisiert: „Obwohl ganz sicher nicht massenkompatibel, gab es doch einige Begeisterung und Käufer, während andere die Band hassten.“
Ein Jahr nach Brecher erschien mit Schmerz das zweite Studioalbum, erneut von Andy Classen produziert. Schmerz polarisierte ebenso wie Brecher die Presse und führte zu negativen Kritiken die das Album als „stumpfes Gedröhne“ bezeichneten. Positive Rezensionen lobten die Qualität des Albums und eine stärkere Hinwendung zu Ideen von Carnivore und frühen Type O Negative. Es folgten Tourneen als Vorgruppe für Soulfly, Richthofen, Crowbar und EyeHateGod.
Im Jahr 2001 wurde die EP Winter mit dem Rob Reeber als Schlagzeuger eingespielt. Dirk Friedmann hatte die Gruppe in der Zwischenzeit verlassen. Die EP war nach der Beendigung des Vertrages mit Nuclear Blast ursprünglich als Promo-Demo der Gruppe gedacht, wurde allerdings von der Band im Selbstverlag auf 300 Exemplare limitiert veröffentlicht. Winter wurde von der Kritik vornehmlich mittelmäßig bewertet. In unterschiedlichen Besprechungen wurde auf Crowbar und Carnivore als Referenz verwiesen.
Das dritte Album Kältekammer wurde 2003 über TTS Media Music veröffentlicht. Kältekammer polarisierte erneut. Sowohl kritische, als auf positive Stimmen wiesen darauf hin, dass Drecksau mit Kältekammer sich kaum musikalisch entwickelt hätten. Das Album wurde dementsprechend mit den vorausgegangenen Veröffentlichungen gleichgesetzt und ähnlich unterschiedlich bewertet.
Im darauf folgenden Jahr trat Drecksau beim deutschen Doom-Metal-Festival Doom Shall Rise auf. Anhänger eher traditionellen Doom Metals lehnten die Gruppe allerdings ab. „Andere, die dem Doomcore aufgeschlossen gegenüber standen, waren der Meinung, man hätte doch lieber Totenmond auswählen sollen. Nicht alleine, weil diese als Schwaben naheliegender sind, sondern auch, weil sie länger und erfolgreicher existieren.“ Es folgte mit Marcus Giese der Einsatz eines neuen Sängers. Scherer begrenzte sich auf das Gitarrenspiel. Im Jahr 2005 löste sich die Band auf. In der offiziellen Stellungnahme nannten die Musiker es „die einzig logische und vertretbare Konsequenz, wenn man die persönlichen und musikalischen Entwicklungen der einzelnen Musiker näher betrachtet.“ Auf Rocktimes wird hingegen spekuliert eine mangelnde „Unterstützung durch das Label“ sei die Ursache der Auflösung.
Im Jahr 2008 vertrieb das polnische Label Metal Mind Productions, die beiden ersten Alben als auf 2000 Exemplare limitierte Wiederveröffentlichung. Am 29. Januar 2011 spielte die Band im Rahmen eines Festivals mit Totenmond und Japanische Kampfhörspiele in München eine „einmalige Reunion Show“ mit Scherer als Sänger und Gitarrist, Reber als Schlagzeuger und Seitz als Bassist. Der Auftritt wurde gefilmt, im Juli 2011 als selbst produzierte DVD veröffentlicht und über die Internetseite der Gruppe vertrieben.

## Stil
Wolf-Rüdiger Mühlmann beschreibt den Stil von Drecksau als Crossover aus Doom Metal und Hardcore Punk. Die Band selbst bezeichnet ihre Musik als Doomcore, Nach Auflösung der Gruppe wurde die Musik meist dem Sludge zugerechnet. Verglichen wird die Musik häufig mit jener von Totenmond, Eisenvater, Carnivore und Crowbar.
Als wesentliches Charakteristikum der Musik gilt, dass die schwere, langsame und tief gespielte Musik von kurzen, als aggressiv beschriebenen Phasen unterbrochen werden sowie ein monoton dröhnender Grundklang. Der Aufbau bliebe dabei konstant. Die Mehrheit der Titel spiele „sich im langsamen bis mittelschwerem Tempo ab, tief gestimmte Gitarren setzen zu einem mörderischen Groove an. Nur selten wird kurz geholzt“.
Der gepresste Gesang wird zwischen Brüllen und Growling verortet. Das Gitarrenspiel gilt als schwer und langsam. Laut Mühlmann bieten Drecksau „mit ihren plakativen, in einfachsten Worten dargestellten Texten“ keinen Raum für Missverständnisse und Interpretationen. Mühlmann nennt die Texte mitunter „infantil“. Laut Rezension auf der Internetseite Metal.de haben die Texte „nicht sonderlich viel zu bieten“. An anderer Stelle werden die Texte hingegen als „kalt, hart und rau, selbst wenn es um Gefühle geht“ hervorgehoben. Laut Terrorverlag „verdienen die Texte [späterer Alben] größere Beachtung, da hier mit intelligenter Rhetorik auf soziale Kälte, Vereinsamung und Heimatlosigkeit hingewiesen wird.“

## Diskografie
- 1997: Schänder (Demo, Selbstverlag)
- 1998: Brecher (Album, Nuclear Blast)
- 1999: Schmerz (Album, Nuclear Blast)
- 2001: Winter (EP, Selbstverlag)
- 2003: Kältekammer (Album, TTS Media Music)
- 2004: Promo 2004 (Demo, Selbstverlag)